# Andriy Voronin
Andriy Viktorovich Voronin (en ucraniano: Андрій Вікторович Воронін; Odesa; 21 de julio de 1979) es un exfutbolista y entrenador de Ucrania. Jugaba mayormente de mediocampista y su último equipo fue el Dinamo Moscú, del que también fue segundo entrenador de 2020 a 2022.

## Carrera
Inicio su trayectoria profesional tras pasar por las inferiores del Chornomorets, de su natal Odesa, en el Borussia Mönchengladbach. Pasaría por otros clubes alemanes como el Maguncia 05, Colonia y Bayer Leverkusen.
En la temporada 2002-03, Voronin se convirtió en el máximo goleador de la 2. Bundesliga. Sin embargo, no conseguiría el ascenso con el Maguncia.
Después de su paso por el Leverkusen con buenos números, llegaría al Liverpool. Tendría un contrato de cuatro años, aunque fue cedido al Hertha Berlin para la temporada 2008-09.

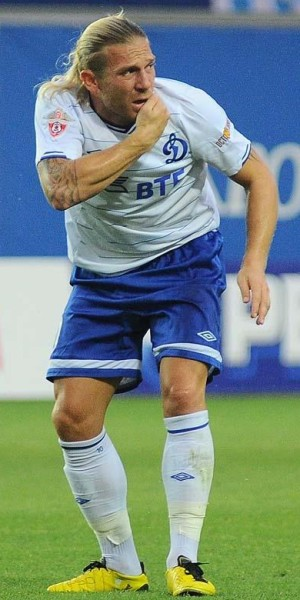
Voronin con el Dinamo Moscú en 2010

En 2010 es contratado por el Dinamo Moscú. Llegaría nuevamente a la Bundesliga en calidad de préstamo, esta vez para jugar con el Fortuna Düsseldorf, en el cual no tendría éxito en salvar al club del descenso, quedando 17° y por ende condenado a jugar la 2. Bundesliga 2013-14. En el equipo ruso lograría tener un último gran paso, al cosechar 22 goles en 80 partidos.
Anunciaría su retiro en 2015.

## Selección nacional
Cuando jugaba para el club Mainz de la Bundesliga alemana, Voronin fue llamado a la selección ucraniana Sub-21 y en enero de 2002 a la selección de fútbol de Ucrania, a la edad de 22. Hizo su debut internacional en el amistoso en el que vencieron por 4 a 1 a Rumania en marzo de 2002, luego de lo cual fue dejado de lado, ante lo cual el entrenador Leonid Buriak explicó: "Estuve en Alemania en dos oportunidades viéndolo jugar y llegué a la conclusión que Andriy no puede competir con Shevchenko, Rebrov y Vorobei como delantero. Puede jugar mejor como mediocampista pero aún tiene algunos aspectos que mejorar de su juego. De todas maneras contamos con Voronin, especialmente considerando su juventud."
Voronin fue convocado nuevamente al equipo nacional, marcando su primer gol internacional en la victoria por 2 a 0 sobre Grecia en la etapa clasificatoria para la Eurocopa 2004 en septiembre de 2002, y un segundo gol en el empate 2-2 contra España en marzo de 2003.
Estuvo en el equipo ucraniano en la Copa Mundial de Fútbol de 2006, en la cual llegaron a los cuartos de final, instancia en la cual fueron vencidos por Italia.

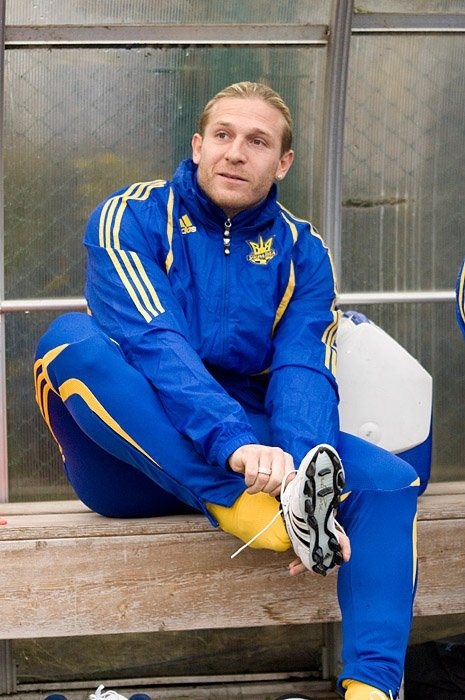
Con la selección ucraniana en 2009

Ha jugado 74 partidos internacionales y ha anotado ocho goles.

### Participaciones en Copas del Mundo
| Mundial                        | Sede     | Resultado        |
| ------------------------------ | -------- | ---------------- |
| Copa Mundial de Fútbol de 2006 | Alemania | Cuartos de final |

## Clubes
| Club                        | País       | Año       |
| --------------------------- | ---------- | --------- |
| Borussia Mönchengladbach    | Alemania   | 1997-2000 |
| Maguncia 05                 | Alemania   | 2000-2003 |
| 1. FC Köln                  | Alemania   | 2003-2004 |
| Bayer Leverkusen            | Alemania   | 2004-2007 |
| Liverpool                   | Inglaterra | 2007-2010 |
| Hertha Berlín (cedido)      | Alemania   | 2008-2009 |
| Dinamo Moscú                | Rusia      | 2010-2014 |
| Fortuna Düsseldorf (cedido) | Alemania   | 2012-2013 |

## Estadísticas de su Carrera

### Estadísticas en clubes
| Club                     | Temporada             | Liga        | Liga  | Copa        | Copa  | Europa      | Europa | Total       | Total |
| Club                     | Temporada             | Apariciones | Goles | Apariciones | Goles | Apariciones | Goles  | Apariciones | Goles |
| ------------------------ | --------------------- | ----------- | ----- | ----------- | ----- | ----------- | ------ | ----------- | ----- |
| Borussia Mönchengladbach | 1997-98               | 7           | 1     | 0           | 0     | 0           | 0      | 7           | 1     |
| Borussia Mönchengladbach | 1998-99               | 0           | 0     | 0           | 0     | 0           | 0      | 0           | 0     |
| Borussia Mönchengladbach | 1999-00               | 2           | 0     | 0           | 0     | 0           | 0      | 2           | 0     |
| Maguncia 05              | 2000-01               | 10          | 1     | 1           | 0     | 0           | 0      | 11          | 1     |
| Maguncia 05              | 2001-02               | 34          | 8     | 2           | 1     | 0           | 0      | 36          | 9     |
| Maguncia 05              | 2002-03               | 31          | 20    | 1           | 0     | 0           | 0      | 32          | 20    |
| Köln                     | 2003-04               | 19          | 4     | 2           | 2     | 0           | 0      | 21          | 6     |
| Bayer (Leverkusen)       | 2004-05               | 32          | 15    | 1           | 0     | 5           | 2      | 38          | 17    |
| Bayer (Leverkusen)       | 2005-06               | 29          | 7     | 2           | 1     | 2           | 0      | 33          | 8     |
| Bayer (Leverkusen)       | 2006-07               | 31          | 10    | 2           | 0     | 10          | 2      | 43          | 12    |
| Liverpool                | 2007-08               | 19          | 5     | 2           | 0     | 7           | 1      | 28          | 6     |
| Hertha BSC               |                       |             |       |             |       |             |        |             |       |
| 2008-09                  | 27                    | 11          | 1     | 0           | 5     | 0           | 33     | 11          |       |
| Liverpool                | 2009-10               | 8           | 0     | 1           | 0     | 3           | 0      | 12          | 0     |
| Dynamo (Moscow)          | 2010                  | 26          | 4     | 2           | 0     | 0           | 0      | 28          | 4     |
| Dynamo (Moscow)          | 2011-12               | 20          | 7     | 2           | 2     | 0           | 0      | 22          | 9     |
| Fortuna Düsseldorf       |                       |             |       |             |       |             |        |             |       |
| 2012-13                  | 0                     | 0           | 0     | 0           | 0     | 0           | 0      | 0           |       |
| Alemania                 | Alemania              | 222         | 77    | 12          | 4     | 22          | 4      | 256         | 85    |
| Inglaterra               | Inglaterra            | 27          | 5     | 3           | 0     | 10          | 1      | 40          | 6     |
| Rusia                    | Rusia                 | 46          | 11    | 4           | 2     | 0           | 0      | 50          | 13    |
| Totales en su carrera    | Totales en su carrera | 295         | 93    | 19          | 6     | 32          | 5      | 346         | 104   |

### Goles internacionales
| #  | Fecha                   | Lugar                  | Oponente              | Marcador | Resultado | Competencia                  |
| -- | ----------------------- | ---------------------- | --------------------- | -------- | --------- | ---------------------------- |
| 1. | 12 de octubre de 2002   | Kiev, Ucrania          | Grecia                | 2-0      | Triunfo   | Clasificatoria Eurocopa 2004 |
| 2. | 28 de marzo de 2003     | Kiev, Ucrania          | España                | 2-2      | Empate    | Clasificatoria Eurocopa 2004 |
| 3. | 30 de marzo de 2005     | Kiev, Ucrania          | Dinamarca             | 1-0      | Triunfo   | Clasificatoria Mundial 2006  |
| 4. | 8 de junio de 2006      | Luxemburgo, Luxemburgo | Luxemburgo            | 3-0      | Triunfo   | Amistoso                     |
| 5. | 15 de agosto de 2006    | Kiev, Ucrania          | Azerbaiyán            | 6-0      | Triunfo   | Amistoso                     |
| 6. | 21 de noviembre de 2007 | Kiev, Ucrania          | Francia               | 2-2      | Empate    | Clasificatoria Eurocopa 2008 |
| 7. | 1 de junio de 2011      | Kiev, Ucrania          | Bandera de Uzbekistán | 2-0      | Triunfo   | Amistoso                     |